# Maria de Rússia (gran duquessa de Rússia)

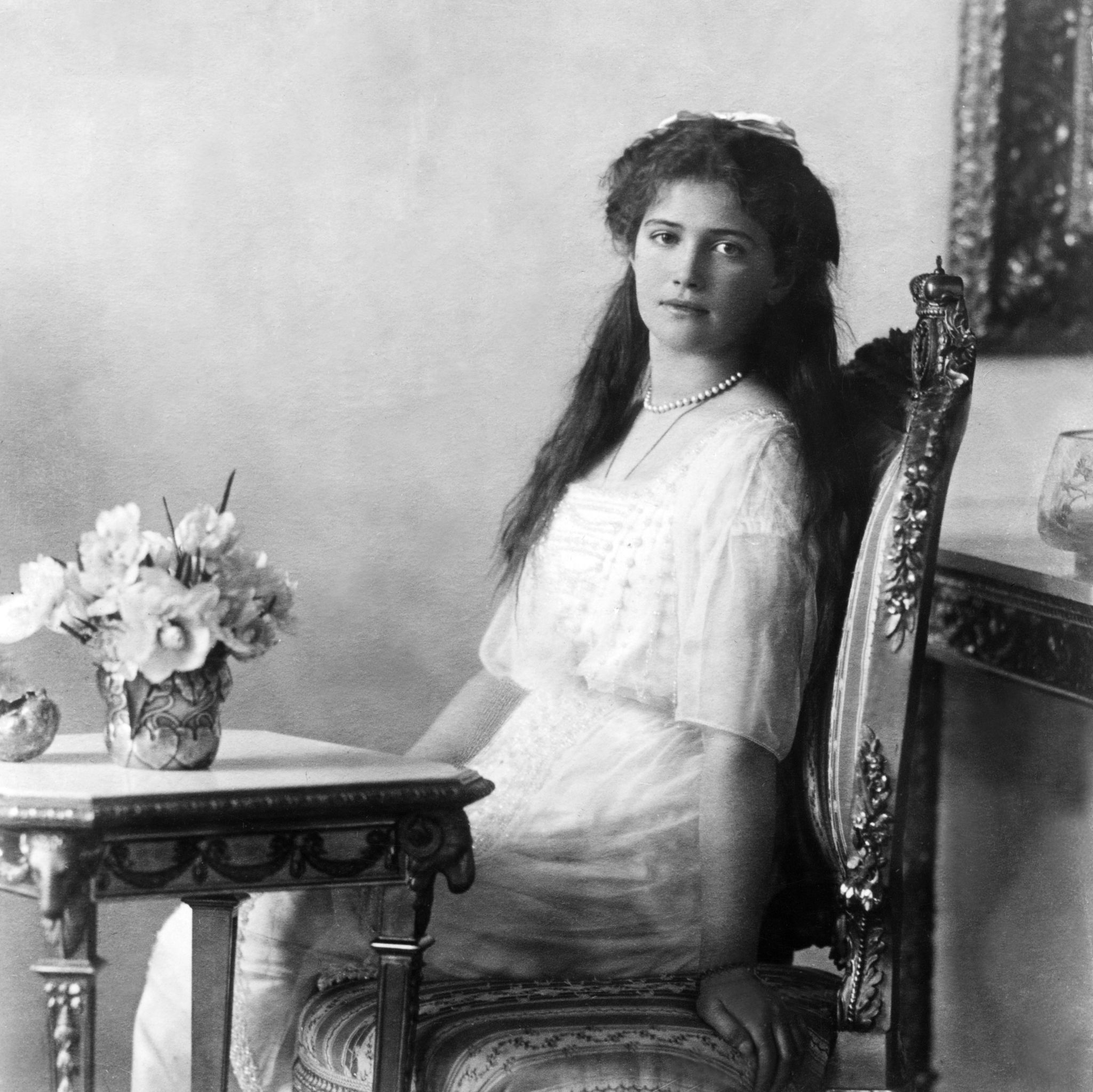
La gran duquessa Maria de Rússia.

Maria de Rússia, gran duquessa de Rússia (Peterhof, 1899 - Iekaterinburg, 1918) fou una aristòcrata russa, Gran duquessa de Rússia amb el doble tractament d'altesa imperial i reial.
Nascuda al Gran Palau de Peterhof el dia 26 de juny de l'any 1899 sent filla del tsar Nicolau II de Rússia i de la princesa Alexandra de Hessen-Darmstadt. Maria era neta per via paterna del tsar Alexandre III de Rússia i de la princesa Dagmar de Dinamarca i per via materna del gran duc Lluís IV de Hessen-Darmstadt i de la princesa Alícia del Regne Unit.
Maria descendia per via materna de la reina Victòria I del Regne Unit i per via paterna del rei Cristià IX de Dinamarca i de la tsarina Caterina II de Rússia. Rebé el nom de Maria en honor de la seva bestia, la gran duquessa Maria de Rússia, esposa del príncep Alfred del Regne Unit, duc de Saxònia-Coburg Gotha.
Educada a la cort imperial, molts han estat els dubtes sobre el fet que fos una potencial portadora del gen de l'hemofília. La gran duquessa Olga de Rússia afirmà en nombroses ocasions que la gran duquessa Maria tenia problemes greus per coagular les seves ferides i inclús en manifestaren seriosos problemes en una intervenció quirúrgica realitzada el mes de desembre de l'any 1914.
Junt amb la seva família fou retinguda al Palau Alexandre de Tsarkoye Selo des del mes de febrer de 1917 fins al mes de maig. Posteriorment fores traslladats a la ciutat de Tobolsk i finalment a Iekaterinburg en ple cor dels Urals. El dia 17 de juny de l'any 1918 foren assassinats a la Casa Ipàtiev.
Amb la descoberta dels cossos de la família imperial l'any 1991, els científics iniciaren el procés de reconeixement dels cadàvers. Al llarg d'aquest procés descobriren que a les restes trobades hi manquen els cossos de dos dels fills del tsar Nicolau II de Rússia. Si bé existeix acord unànime que un dels dos cossos que falta és el del tsarévitx Aleix Nikolàievitx existeix un fort desacord en la identitat del segon cos no trobat. Si pels científics estatunidencs el cos que falta és el de la gran duquessa Anastàsia de Rússia, pels científics russos qui realment falta és el cos de la gran duquessa Maria. Cal dir, però, que es creu que els cossos que manques es troben en coves i mines pròxims a la cova on es trobaren els cossos, ja que es tracta d'una regió minera.